# Cepari
Cepari là một xã thuộc hạt Argeș, România. Dân số thời điểm năm 2002 là 2484 người.